# Formazione di Monte Orri
La Formazione terrigena di Monte Orri, dell'Ordoviciano superiore, deve il suo nome a un modesto rilievo (m 723)  della Sardegna meridionale che si affaccia sulla piana del Cixerri dal versante sud. Nei pressi del Monte Cadelanu (m 207), ubicato a nord-ovest del Monte Orri, è possibile ricostruire l'intera sezione della formazione, così come è possibile farlo in modo più o meno completo nella zona di Fluminimaggiore, nei pressi di Punta su Barraconi.
Il contatto con la formazione sottostante, denominata Formazione di Monte Argentu, è graduale, mentre quello con la sovrastante Formazione di Portixeddu è concordante.
Dal punto di vista della litologia, la Formazione di Monte Orri è costituita da una sequenza silico-clastica. Infatti è presente un'alternanza apparentemente casuale di metasiltiti da grigie a verde oliva, metargilliti, metarenarie siltose fini e grossolane e metarenarie e metasiltiti grigio scure leggermente carbonatiche.
Le rocce appartenenti a questa formazione affiorano in modo più o meno esteso nella Sardegna sud-occidentale, e in modo particolare nelle zone di Fluminimaggiore, di Carbonia, di Villamassargia, di Siliqua, di Domusnovas, etc.
Il contenuto fossilifero è relativamente abbondante. Sono presenti resti di brachiopodi articolati e inarticolati, trilobiti e bivalvi. Sono presenti altresì bioturbazioni e icnofossili (Skolithos). Secondo alcuni autori la concentrazione della fauna marina in alcuni livelli e l'abbondanza di soli lingulidi in altri potrebbe indicare una certa variazione della salinità.